# Vollversicherung
Eine Vollversicherung ist im Versicherungswesen eine Versicherungsart, bei der Versicherungssumme und Versicherungswert übereinstimmen. In Österreich und der Schweiz wird darunter in der Sozialversicherung eine gesetzliche Pflichtversicherung in der Kranken-, Unfall- oder Pensionsversicherung verstanden. 

## Allgemeines
Eine Vollversicherung gibt es in Deutschland nur bei Sach- oder Schadenversicherungen. Sie verfolgen das Prinzip, dass der Versicherungswert der Versicherungssumme entsprechen sollte. Die Vollversicherung ist daher die wirtschaftlich vorgesehene Normalform. Kommt es bei diesen zum Versicherungsfall, sind Schadensregulierung und Schaden betraglich identisch.  
In der Fahrzeugversicherung (Kaskoversicherung) ist die Vollversicherung häufig das Synonym für die Vollkaskoversicherung oder Fahrzeugvollversicherung. Vollversicherung ist hier die Einbeziehung bestimmter in der Teilkaskoversicherung nicht versicherter Gefahren in die Fahrzeugversicherung, etwa Unfallschäden oder Kosten durch mutwillig herbeigeführte Schäden betriebsfremder Personen.
Ferner kommt der Begriff der Vollversicherung auch in der Krankenversicherung vor und bezeichnet dort eine 100 %ige Deckung der Krankheitskosten durch eine Krankenversicherung (Krankheitskosten-Vollversicherung).

## Krankenversicherung
Die Vollversicherung stellt in der Krankenversicherung im Krankheitsfall für die Behandlung durch Arzt, Zahnarzt, im Krankenhaus und weiteren Krankheitskosten eine Vollversorgung zur Verfügung. Von einer Vollversicherung ist auszugehen, wenn der Versicherungsvertrag eine 100 %ige Schadensregulierung vorsieht. Eine Selbstbeteiligung in Teilbereichen (etwa Zahnersatz) schließt die Annahme einer Vollversicherung nicht aus. Eine Teilversicherung ist erst anzunehmen, wenn der Vertrag ausdrücklich eine Erstattung von weniger als 100 % vorsieht.
Beim so genannten Quotentarif erhalten Beamte über die Beamtenversorgung zu den Krankheitskosten eine Beihilfe (beispielsweise 70 %), so dass der Rest durch eine private Krankenversicherung abgedeckt wird. Auch wenn hier nur 30 % privat abgedeckt werden, handelt es sich dennoch um eine Vollversicherung.

## Formale Definitionen
Eine Vollversicherung liegt formal vor, wenn in der Sachversicherung Versicherungssumme ({\displaystyle VS}) und Versicherungswert ({\displaystyle VW}) identisch sind:
{\displaystyle VS=VW}.
Nur hierbei bekommt der Versicherungsnehmer den entstandenen Sachschaden voll ersetzt. Die diesen Grundsatz erfüllenden Versicherungen werden Vollversicherung genannt, bei ihnen ist das Verhältnis zwischen Versicherungssumme und Versicherungswert gleich 1. Im Versicherungsvertrag wird der volle Versicherungswert als Versicherungssumme vereinbart. Fehlt es an einer Versicherungssumme, kann bereits begrifflich weder Unter- noch Überversicherung vorliegen.
Stimmen Versicherungssumme und Versicherungswert bei Sach- oder Schadenversicherungen nicht überein, kommt es zur Über- oder Unterversicherung. Es handelt sich um Rechtsbegriffe, denn die Überversicherung ist in § 74 VVG und die Unterversicherung in § 75 VVG geregelt.  
Es handelt sich formal um eine Überversicherung, wenn
{\displaystyle VW<VS} und um eine
Unterversicherung, wenn
{\displaystyle VW>VS}.
Diese streng mathematische Definition wird vom VVG nicht übernommen, sondern das VVG verlangt eine „erhebliche“ Abweichung. Diese liegt erst bei 10 % Abweichung vor. Über- oder Unterversicherung sind gleichermaßen nachteilig für den Versicherungsnehmer. In beiden Fällen unterscheidet man die „anfängliche“ und „nachträgliche“ Über- oder Unterversicherung.

## Wirtschaftliche Aspekte
Die Höhe der Versicherungsprämie richtet sich nach der Versicherungssumme. Über- oder Unterversicherung können dadurch entstehen, dass der Versicherungswert von vorneherein über oder unter dem Marktwert, Verkehrswert oder Zeitwert eines versicherten Gegenstands liegt. Der Versicherungsnehmer könnte bei Unterversicherung bestrebt sein, eine möglichst niedrige Prämie zu zahlen und deshalb eine Unterversicherung hinzunehmen bereit ist (anfängliche Unterversicherung). Dabei nimmt er jedoch das Finanzrisiko in Kauf, im Versicherungsfall nicht den vollen Schaden ersetzt zu bekommen. Es können jedoch auch während des Versicherungsverhältnisses Wertsteigerungen eintreten (etwa bei Immobilien durch Werterhöhung oder durch zusätzliche Anschaffungen zu einer versicherten Sachgesamtheit) bei gleichbleibender Versicherungssumme, die eine Unterversicherung zur Folge haben (nachträgliche Unterversicherung). Um zu verhindern, dass bei Wertsteigerungen die Versicherungssummen konstant bleiben, gibt es bei Gebäuden den gleitenden Neuwertfaktor, durch den die Versicherungssumme an den Baupreisindex gekoppelt wird. Eine Vorsorgeversicherung führt dazu, die nach Abschluss einer Haftpflichtversicherung neu entstehenden Risiken im Rahmen des bestehenden Versicherungsvertrags mitversichert sind. 
Umgekehrt kommt es zur Überversicherung durch nachträgliche Wertminderung oder Veräußerung versicherter Sachen. Das führt zu einer überhöhten Prämienzahlung an den Versicherer. Ersetzt wird nur der wertgeminderte geringere Schaden. Eine Versicherung, die als Überversicherung geschlossen wurde (anfängliche Überversicherung), kann wegen einer nachträglichen Wertsteigerung oder einer gesunkenen Versicherungssumme zur Vollversicherung geworden sein.
Die Versicherungsprämie beinhaltet eine Risikoprämie, welche die Wahrscheinlichkeit eines künftigen Schadens abdeckt. Die Risikoprämie ist der Geldbetrag, den ein Versicherungsnehmer maximal zu zahlen bereit ist, wenn der Versicherer ihm das Risiko ohne Einbuße an Erwartungswert abnimmt. Bei einer fairen Versicherung entspricht die Risikoprämie {\displaystyle \gamma } der Schadenswahrscheinlichkeit {\displaystyle p}:
{\displaystyle \gamma =p}.
Eine faire Vollversicherung sichert dem Versicherungsnehmer ein Vermögen, das seinem Erwartungswert entspricht.
Der bei Versicherungsnehmern vorhandene Moral Hazard zeigt sich allgemein darin, dass sie weniger Schadenverhütung und Sorgfalt betreiben, wenn sie versichert sind. Die Verringerung der Schadenverhütung wird umso größer, je höher der Deckungsgrad von Versicherungen ist; bei Vollversicherung betreibt der Versicherungsnehmer überhaupt keine Schadenverhütung mehr. Es kann sogar zu einem Überkonsum von Versicherungsschutz durch den Versicherungsnehmer kommen.

## Abgrenzung
Bei der Vollwertversicherung können Risiken einzeln bestimmt werden und sind unterschiedlich hoch (beispielsweise in der Hausratversicherung die einzelnen Geräte des Hausrats). Die Versicherer stufen hierbei den Leistungsumfang und die Versicherungsprämien nach diesem individuellen Versicherungswert ab.

## International
In Österreich ist die Vollversicherung nach der Legaldefinition in § 4 Allgemeines Sozialversicherungsgesetz (ASVG) die Pflichtversicherung in der österreichischen allgemeinen Sozialversicherung, welche die Kranken-, Unfall- und Pensionsversicherung umfasst (§ 2 ASVG). Eine Vollversicherung besteht, wenn eine  solche weder gesetzlich ausgeschlossen ist (§§ 5, 6 ASVG) noch nur eine Teilversicherung in einzelnen Zweigen der Sozialversicherung besteht (§ 7 f. ASVG). Die Versicherung für den Fall der Arbeitslosigkeit folgt im Wesentlichen der Krankenversicherungspflicht (§ 1 Arbeitslosenversicherungsgesetz 1977).
Vollversichert sind insbesondere unselbständig beschäftigte Dienstnehmer, die in einem Verhältnis persönlicher und wirtschaftlicher Abhängigkeit gegen Entgelt beschäftigt werden (§ 4 Abs. 2 ASVG). Dazu zählen Personen, die mit Dienstleistungsscheck nach dem Dienstleistungsscheckgesetz entlohnt werden sowie Personen, die lohnsteuerpflichtig sind. Gleichgestellt sind unter bestimmten Voraussetzungen die freien Dienstnehmer, die sich auf Grund freier Dienstverträge auf bestimmte oder unbestimmte Zeit zur Erbringung von Dienstleistungen verpflichten (§ 4 Abs. 4 ASVG).
Von der Vollversicherung ausgenommen sind geringfügig beschäftigte Personen, denen im Kalendermonat kein höheres Entgelt als 438,05 Euro (Stand: 2018) gebührt und Personen mit anderweitigem Versicherungsschutz, beispielsweise Staatsbedienstete.
Bestimmte Personen wären gemäß § 4 ASVG an sich vollversichert, sind aber gemäß § 7 ASVG nur in der Kranken-, Unfall- oder der Pensionsversicherung versichert. Die nach dem ASVG ausgeschlossene Versicherung besteht bei diesen Personen nach anderen gesetzlichen Bestimmung, beispielsweise die Pensionsversicherung für Arbeiter der Austria Tabakwerke A. G. oder der Österreichischen Staatsdruckerei (§ 7 Ziff. 1 lit a, b ASVG) oder die betreffende Person bezieht bereits eine Versicherungsleistung wie die Bezieher einer Pension, die nur in der Krankenversicherung teilversichert sind (§ 8 Abs. 1 Ziff. 1 lit a ASVG).
In der Schweiz wird der Begriff der Vollversicherung lediglich im Rahmen der Pensionsversicherung verwendet. Hier können Unternehmen, die keine eigene Pensionskasse führen, bei der betrieblichen Altersversorgung zwischen Vollversicherung und einer teilautonomen Lösung wählen. Bei der Vollversicherung bleiben die verzinslichen Altersguthaben zu 100 % erhalten. Bei der Teilversicherung tragen Unternehmen und deren Mitarbeiter dagegen die Anlagerisiken.   